# Virginia Patrone
Virginia Patrone (Montevideo, 31 de marzo de 1950) es una artista y docente uruguaya con destacada actividad en Uruguay y en España.

## Biografía
En 1971 Patrone comienza sus estudios en la Facultad de Arquitectura (Universidad de la República). En 1978 decide continuar sus estudios en pintura en el taller de Pepe Montes quien había sido discípulo directo del maestro Joaquín Torres García. 
En 2003 se instala en Barcelona, entre 2005 y 2009 vive entre Madrid y Barcelona, y desde 2010 tiene estudio en Barcelona y en Montevideo.
Es fundadora del Taller Buenaventura, establecido en 1989 con los artistas Carlos Musso, Carlos Seveso, y Álvaro Pemper. Ha dictado cursos y estuvo invitada por el Instituto de Bellas Artes, por el Museo de Arte Moderno de Nueva York y la Universidad Estatal de Nueva York (SUNY) y programas educativos en museos en Barcelona y Madrid. 
En 1988 Patrone obtuvo un Beca Fulbright. Ganó el Primer Premio Nacional de Artes Visuales de Montevideo. Ha realizado exposiciones individuales en el Museo de arte metropolitano de Tokio en 1990 y la Universidad Estatal de Nueva York (SUNY). Su trabajo está presente en las colecciones del Banco Interamericano de Desarrollo (Washington D. C.), Museo Nacional de Artes Visuales (Montevideo, Uruguay), Museo Blanes (Montevideo, Uruguay), acervo artístico del Banco República (Montevideo, Uruguay), Museo de la Ciudad de San Fernando (Punta del Este, Maldonado, Uruguay) y Museo de Arte Americano (Maldonado, Uruguay), entre otros.
En 2015 la artista realizó la exposición IRIS/La curación de un fantasma en el Museo Nacional de Artes Visuales (MNAV), una serie de pinturas y murales, así como dibujos y textos sobre papel y un video realizado en colaboración con Rodrigo Spagnuolo y la participación de Mariana Percovich. El MNAV también publicó un catálogo de la muestra, con textos del curador Jeremy Roe, una introducción de Enrique Aguerre y colaboraciones de Raquel Capurro y otros.

## Premios y reconocimientos
En 1997 Patrone ganó el Premio Florencio, que es el galardón más prestigioso que se otorga en Uruguay a la actividad teatral, por el mural que realizó junto al artista Álvaro Pemper, para la obra Juego de Damas Crueles.
En 2019 recibió el Premio Figari en reconocimiento a su trayectoria.
- Bienal de Pintura de Cuenca (Ecuador, 1991 y 1994)
- Galería de Arte Latino organizada por el Banco Latinoamericano de Desarrollo en Nagoya (Japón, 1991)
- Bienal de Valparaíso (Chile, 1994)
- Bienal Vento Sul (Brasil, 1996)